# Angeborene Thrombozytopenie
Die Angeborene Thrombozytopenie ist eine Gruppe erblicher Erkrankungen mit Mangel an Blutplättchen (Thrombozytopenie).
Folgende Einteilung ist gebräuchlich:

## Isolierte Thrombozytopenien
Zu dieser Gruppe der konstitutionellen Thrombozytopenien ohne extra-hämatogoetische Manifestation gehören:
- Angeborene amegakaryozytäre Thrombozytopenie, Synonyme: Kongenitale amegakaryozytäre thrombozytopenische Purpura; Thrombozytopenie, amegakaryozytäre, kongenitale[3]
- Autosomal-dominante Thrombozytopenie mit Defekt der Plättchensekretion[4]
- Delta-Storage-Pool-Krankheit, isolierte, Synonyme: Isolierte d-Storage-Pool-Krankheit; Isolierte delta-SPD; Isolierte dense-SPD[5]
- Familiäre Blutplättchen-Störung mit assoziierter myeloischer Malignität, Synonyme: Familiäre Thrombozytenfunktionsstörung mit Prädisposition zu myeloischer Malignität; Familiäre Thrombozytopenie mit Prädisposition für AML[6]
- Kongenitale autosomal-rezessive Thrombozytopenie der kleinen Blutplättchen, Synonyme: ADAP-Defizienz; CARST; FYN-bindendes Protein-Defizienz[7]
- Thromboxan-Synthetase-Mangel, Synonym: Hämorrhagische Diathese durch Thromboxan-Synthetase-Mangel[8]
- Thrombozytopenie, hereditäre, mit normalen Plättchen[9]

## Syndromale Thrombozytopenien
Zu dieser Gruppe gehören:
- Aktinomyopathie-assoziierte syndromale Thrombozytopenie, Synonyme: ACTB-AST; ACTB-Syndrom; Beta-Actin-Syndrom[11]
- ATRUS-Syndrom, Synonyme: Radioulnare Synostose-amegakaryozytische Thrombozytopenie-Syndrom; Syndrom der Radioulnar-Synostose mit amegakaryozytärer Thrombozytopenie[12]
- Hereditäre Thrombozytopenie mit früh-beginnender Myelofibrose[13]
- Mikrodeletionssyndrom 21q22, (Pierre-Robin-Sequenz, persistierende angeborene Thrombozytopenie, Corpus-callosum-Agenesie, Gesichtsdysmorphie und erhebliche Entwicklungsretardierung)
- MYH9-assoziierte Krankheiten[14]
  - Epstein-Syndrom, Synonyme: Alport-Syndrom mit Makrothrombozytopenie; Thrombozytopenie durch MYH9-Genmutation
  - Fechtner-Syndrom, Synonym: Alport-Syndrom mit Leukozyteneinschlüssen und Makrothrombozytopenie
  - Sebastian-Syndrom, Synonym: Makrothrombozytopenie mit leukozytären Einschlüssen
  - May-Hegglin-Anomalie, Synonym: May-Hegglin-Syndrom
- Periodisches Fieber-Immundefekt-Thrombozytopenie-Syndrom, Synonym: PFITS[15]
- Sensorineuraler Hörverlust-Thrombozytopenie-Syndrom, DIAPH1-assoziiertes, Synonym: Sensorineurale Schwerhörigkeit-Thrombozytopenie-Syndrom, DIAPH1-assoziiertes[16]
- Stormorken-Sjaastad-Langslet-Syndrom, Synonyme: Stormorken-Syndrom; Thrombozytopathie-Asplenie-Miosis-Syndrom[17]
- Takenouchi-Kosaki-Syndrom[18]
- TAR-Syndrom

## Syndrome
In der medizinischen Datenbank Orphanet finden sich weitere Syndrome mit einer Thrombozytopenie als wesentliches Merkmal:
- Beta-Thalassämie-X-chromosomale Thrombozytopenie-Syndrom, Synonyme: XLTT[19]
- Evans-Syndrom
- Fetale/Neonatale Alloimmun-Thrombozytopenie (NAIT)[20]
- Heparin-induzierte Thrombozytopenie, Synonyme: HIT; Heparin-assoziierte Thrombozytopenie, Thrombozytopenie, Heparin-induzierte, Typ 2[21]
- Idiopathische thrombozytopenische Purpura
- Multifokale Lymphangioendotheliomatose-Thrombozytopenie-Syndrom, Synonyme: MLT; Viszerokutane Angiomatose-Thrombozytopenie-Syndrom[22]
- Myelodysplastisches Syndrom
- TAFRO-Syndrom
- Thrombozytopenie - Pierre-Robin-Sequenz[23]
- TRIANGLE-Krankheit, Synonyme: Syndrom der autoimmunen hämolytischen Anämie mit autoimmuner Thrombozytopenie und primärem Immundefekt; Autoimmunhämolytische Anämie-Autoimmunthrombozytopenie-primärer Immundefekt-Syndrom durch TPP2-Mangel; Evans-Syndrom mit assoziiertem primären Immundefekt; TPPII-Defizienz; TPPII-assoziierter Immundefekt, Autoimmunität und neurologische Entwicklungsstörungen mit gestörter Glykolyse und lysosomaler Expansion; Tripeptidyl-Peptidase II-Mangel[24]
- Von-Voss-Cherstvoy-Syndrom
- Wiskott-Aldrich-Syndrom

Darüber hinaus werden weitere Syndrome mit Thrombozytopenie angeführt:
- CYCS-related Thrombocytopenie[26]
- Fanconi-Anämie
- FYB related thrombocytopenia[27]
- GNE myopathy with congenital thrombocytopenia[28]
- Makrothrombozytopenie, autosomal-dominante, Synonym: TUBB1-related Thrombocytopenie[29]
- Makrothrombozytopenie, schwere, autosomal-rezessive[30]
- Thrombozytopenie mit normalen Plättchen, autosomale Form[31]
- Tropomyosin 4-related Thrombocytopenie[32]
- TRPM7-related Thrombocytopenie[33]
- Upshaw-Schulman-Syndrom, Synonym: Thrombotisch-thrombozytopenische Purpura, kongenitale Form

## Makrothrombozytopenie
Die Gruppe der Makrothrombozytopenien umfasst neben den bereits genannten MYH9-assoziierten Krankheiten folgende Krankheitsbilder:
- Bernard-Soulier-Syndrom, Synonyme: Riesen-Plättchen-Syndrom; hämorrhagische Thrombozytendystrophie
- Autosomal-dominante Makrothrombozytopenie
- Makrothrombozytopenie mit Mitralklappeninsuffizienz
- Autosomal-rezessive Makrothrombozytopenie
- Thrombozytopenie mit kongenitaler dyserythropoetischer Anämie
- Sitosterolämie, Synonyme: Phytosterolämie; Xanthomatose mit Sitosterolämie, vormals Mediterrane Makrothrombozytopenie
- Grey-Platelet-Syndrom, Synonyme: Alpha-Granula-Mangel der Plättchen; Alpha-Storage-Pool-Krankheit; Alpha-Thrombozytengranula-Mangel; GPS; Graue Thrombozyten-Syndrom[34]